# Барбуй, Беатрис
Беатрис Леонор Сильвейра Барбуй (род. 16 февраля 1950, Сан-Паулу) — бразильский астрофизик. В 2009 году журнал Época назвал её одной из 100 самых влиятельных бразильцев. Она профессор Института астрономии, геофизики и атмосферных исследований Университета Сан-Паулу, вице-президент Международного астрономического союза и одна из пяти лауреаток премии L’Oréal-UNESCO Awards в 2009 году.

## Карьера
Барбуй получила степень бакалавра и магистра в Университете Сан-Паулу в начале 1970-х годов. Она хотела написать диссертацию по астрофизике, но это было невозможно сделать в Бразилии времён военного правительства: однокурсники и преподаватели Университета Сан-Паулу находились в заключении или исчезали.
В 1978 году Барбуй переехала во Францию и начала свои докторские исследования в группе Рожера Кайрела в Парижской обсерватории. Её диссертация была посвящена элементам углерода, азота и кислорода в звёздах возрастом от нуля до двенадцати миллиардов лет, она реконструировала эволюцию количества этих элементов с момента образования галактики до наших дней.
В период с 2001 по 2005 год она играла важную роль в международной программе по изучению формирования первых звезд, возглавляемой Европейской южной обсерваторией. В рамках программы была получена подробная информация о химическом составе звезд, образовавшихся более 10 миллиардов лет назад. Барбуй была избрана президентом звездного отдела Международного астрономического союза и вице-президентом этой организации.
В 2005 году ей было присвоено звание кавалера Национального ордена «За научные заслуги» Бразильской академии наук.
В 2009 году она стала одной из пяти лауреаток премии Л’Ореаль-ЮНЕСКО для женщин в науке, присужденной 5 марта за её работу в области физики на церемонии в штаб-квартире ЮНЕСКО в Париже. Впоследствии Барбуй вернулась в Бразилию, чтобы занять должность профессора в Университете Сан-Паулу.

## Избранные публикации
- David Burstein (2004). Globular Cluster and Galaxy Formation: M31, the Milky Way, and Implications for Globular Cluster Systems of Spiral Galaxies. The Astrophysical Journal. 614 (1): 158–166. arXiv:astro-ph/0406564. Bibcode:2004ApJ...614..158B. doi:10.1086/423334.
- Beatriz Barbuy; B.V. Castillo; J. Gregorio-Hetem. (1992). «A Criterion to Select Li-Rich Giants». Physical Processes in Astrophysics. Proceedings of a Meeting in Honour of Évry Schatzman Held in Paris, France. ISBN 3-540-60259-3.